# Al-Huta-Höhle
Die Al-Huta-Höhle (arabisch كهف الهوتة, DMG kahf al-Hūta) in der Nähe von Bahla ist die zweitgrößte Höhle in Oman.
Im Jahr 2006 wurde zirka 300 Meter von der Höhle entfernt ein Besucherzentrum mit Geologiemuseum, Restaurant und Souvenirshop eröffnet.
Im Geologiemuseum wird die Entstehung des Hadschar-Gebirges und der Höhle anschaulich dargestellt.
Die Besucher wurden mit einer elektrischen Bahn in die Höhle gefahren, wofür extra ein eigener Zugang zur Höhle gebaut wurde. Inzwischen ist die Bahnstrecke abgebaut und die Besucher werden auf einer asphaltierten Straße mit Golfmobilen in die Höhle gefahren.